# Povečana tristrana prizma
| Povečana tristrana prizma | Povečana tristrana prizma   |
| ------------------------- | --------------------------- |
|                           |                             |
| Vrsta                     | Johnsonovo telo J48-J49-J50 |
| Stranske ploskve          | 3x2 trikotniki 2 kvadrata   |
| Robovi                    | 13                          |
| Oglišča                   | 7                           |
| Konfiguracija oglišča     | 2(3.42) 1(3 4(33.4)         |
| Simetrija                 | C2v                         |
| Dualni polieder           | -                           |
| Lastnosti                 | konveksna                   |
| Slika oglišč              |                             |

Povečana tristrana prizma je eno izmed Johnsonovih teles (J49). Kot že ime kaže, jo lahko dobimo tako, da tristrani prizmi dodamo kvadratno piramido (J1) na eno izmed njenih ekvatorialnih stranskih ploskev. Rezultirajoče telo nas močno spominja na girobifastigij (J26). Razlika je samo v tem, da tega dobimo tako, da pripojimo dodatno tristrano prizmo in ne kvadratne piramide.